# Medio selectivo
Un medio selectivo es un medio de cultivo en el que sólo puede crecer un grupo de bacterias inhibiendo al mismo tiempo el crecimiento de otros grupos. 
Un ejemplo de medio selectivo sería usar un medio rico en un antibiótico, como la ampicilina, para permitir únicamente el crecimiento de las bacterias resistentes a este.
- Datos: Q2267993